# Collomia tinctoria
Collomia tinctoria är en blågullsväxtart som beskrevs av Albert Kellogg. Collomia tinctoria ingår i släktet limfrön, och familjen blågullsväxter. Inga underarter finns listade i Catalogue of Life.

## Bildgalleri

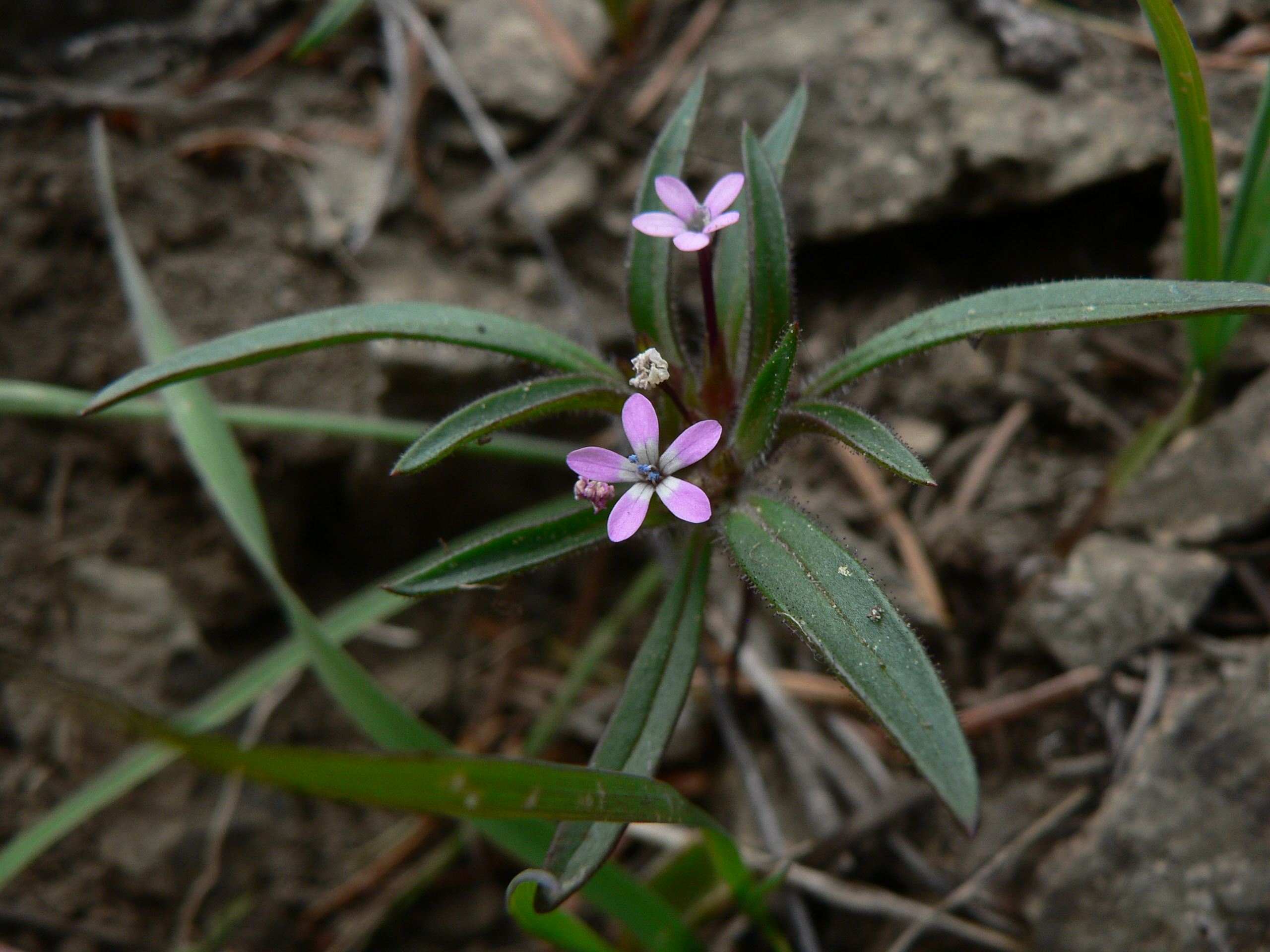
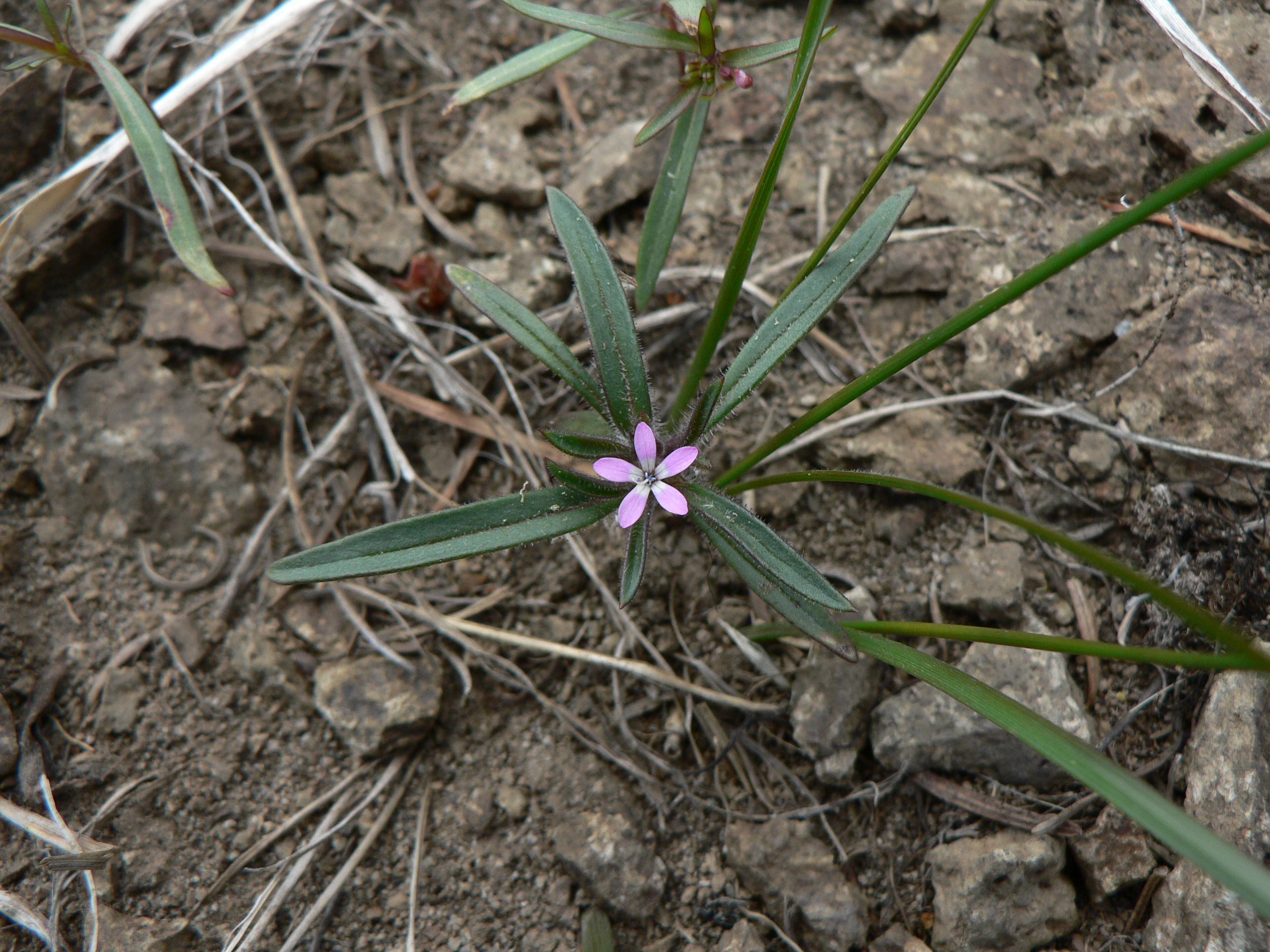
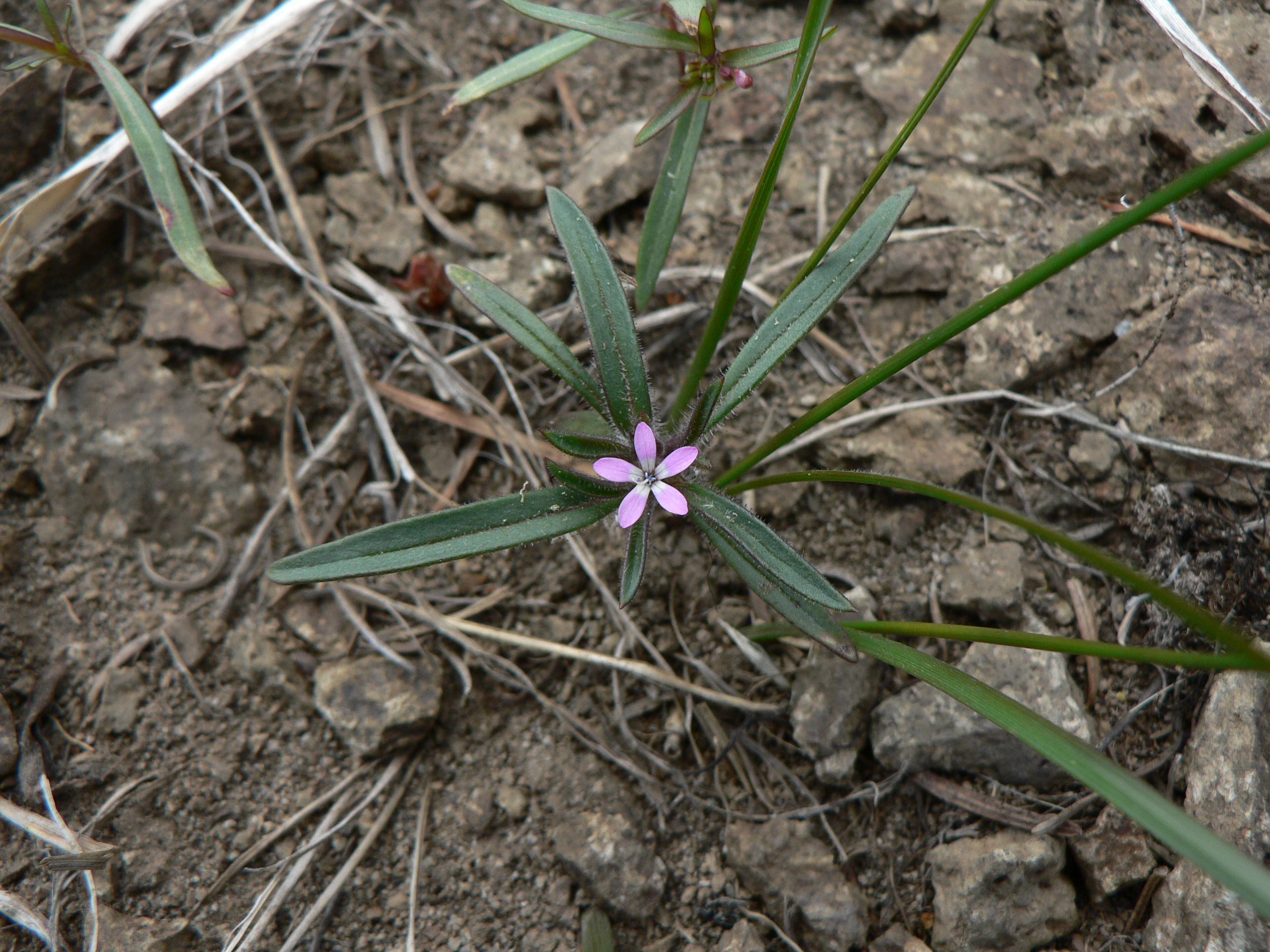